# Park Narodowy Quiçama
Park Narodowy Quiçama (port. Parque Nacional do Quiçama) – park narodowy o powierzchni niemal 10 tys. km², założony w 1957 roku, znajdujący się w północno-zachodniej Angoli, około 75 km na południe od stolicy kraju, Luandy.
Obszar parku po raz pierwszy został objęty ochroną (jako rezerwat dzikich zwierząt) w 1938 roku. Od 2001 roku stanowi ostoję ptaków IBA organizacji BirdLife International.

## Lokalizacja
Park Narodowy Quiçama zajmuje obszar o powierzchni 9960 km² rozciągający się wzdłuż wybrzeża Oceanu Atlantyckiego na długość 110–120 km. Północną granicę parku, na odcinku od miasta Muxima aż do swojego ujścia do oceanu (w formie estuarium), stanowi rzeka Kuanza, granicę południową tworzy rzeka Rio Longa, również uchodząca do Atlantyku, natomiast od wschodu park ograniczony jest pasem gęstego buszu oraz drogą łączącą miasta Muxima, Demba Chio, Mumbondo i Capolo.

## Roślinność

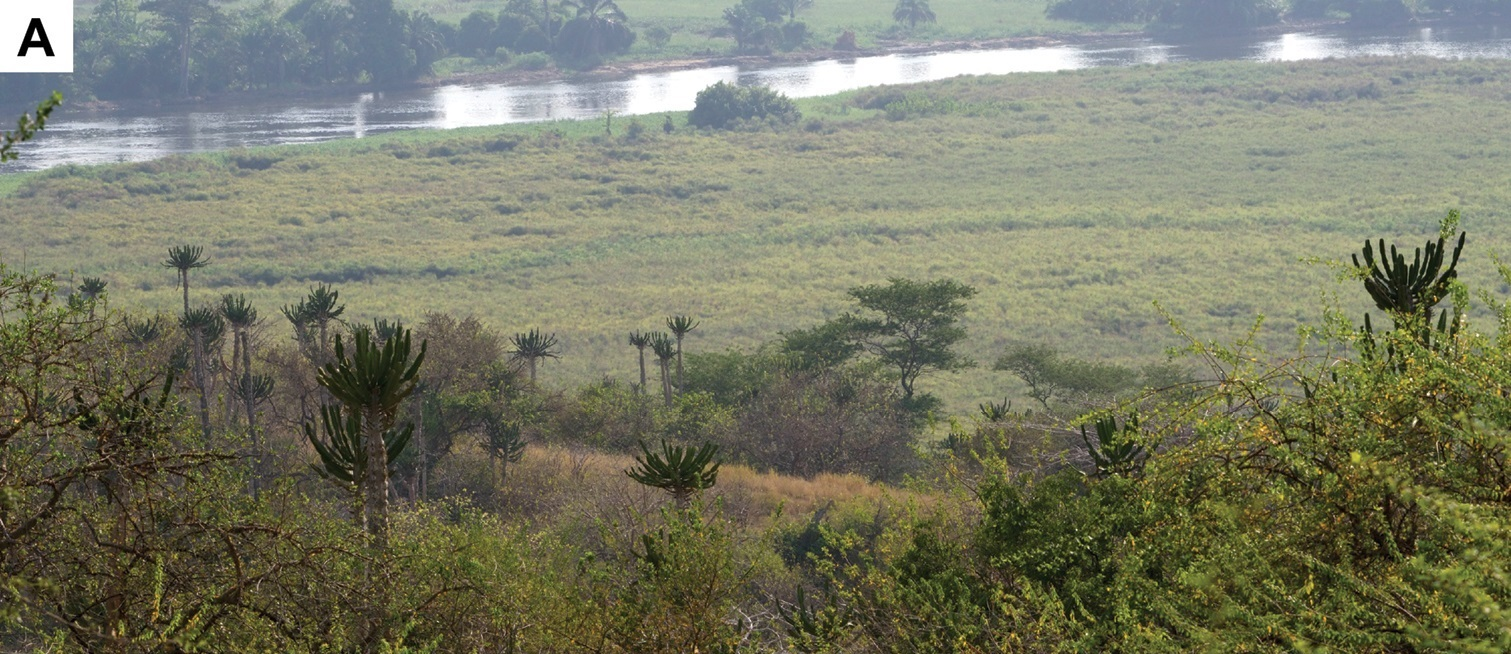
Roślinność nad rzeką Kuanzą (2020)

Na obszarze parku narodowego występuje wiele różnych siedlisk. Rozległe terasy zalewowe położone wzdłuż rzeki Kuanzy porastają nadrzeczne lasy galeriowe i podmokłe łąki, zaś w jej estuarium znajduje się fragment najbardziej wysuniętego na południe lasu namorzynowego na terenie Angoli. Położone na rzece podmokłe wyspy porośnięte są przez gęste zbiorowiska palm z rodzaju Raphia, występują tu również bagna i trzcinowiska z ciborą papirusową (Cyperus papyrus) oraz gęste zarośla ketmii, dalbergii, Machaerium, Chrysobalanus i Laguncularia.
W środkowej i wschodniej części parku występują rozległe sawanny (w tym sawanny drzewiaste), tropikalne lasy suche porośnięte przez baobaby i akacje oraz fragmenty lasów liściastych, łącznie tworzące ekoregion WWF o nazwie Angolan Scarp savanna and woodlands.
Do głównych zagrożeń dla ekosystemów parku narodowego zalicza się kłusownictwo, uprawę bawełny i hodowlę bydła na masową skalę, wydobycie ropy naftowej i diamentów oraz działalność wojskową.

## Fauna
Park Narodowy Quiçama charakteryzuje się fauną bogatą i różnorodną, choć wciąż stosunkowo słabo poznaną. Występuje tu m.in. antylopowiec koński (Hippotragus equinus), manat afrykański (Trichechus senegalensis; w dolnym biegu rzeki Kuanzy) oraz talapoin angolański (Miopithecus talapoin), zaś na wybrzeżu Atlantyku gniazdują żółwie morskie. Rząd ssaków drapieżnych reprezentują: lew afrykański (Panthera leo), gepard grzywiasty (Acinonyx jubatus) i likaon pstry (Lycaon pictus).
Oprócz tego zaobserwowano bawoła leśnego (Syncerus caffer nanus), elanda (Tragelaphus oryx), koba śniadego (Kobus ellipsiprymnus) oraz nialę Tragelaphus sylvaticus. Ze względu na trwającą w Angoli w latach 1975–2002 wojnę domową, problem kłusownictwa oraz wyczerpywanie zasobów pokarmu, stada tych roślinożernych ssaków są dużo mniejsze niż dawniej, a liczba osobników nosorożców i słoni afrykańskich (Loxodonta africana) zarówno na terenie parku, jak i w całym kraju, pozostaje nieznana.

### Awifauna

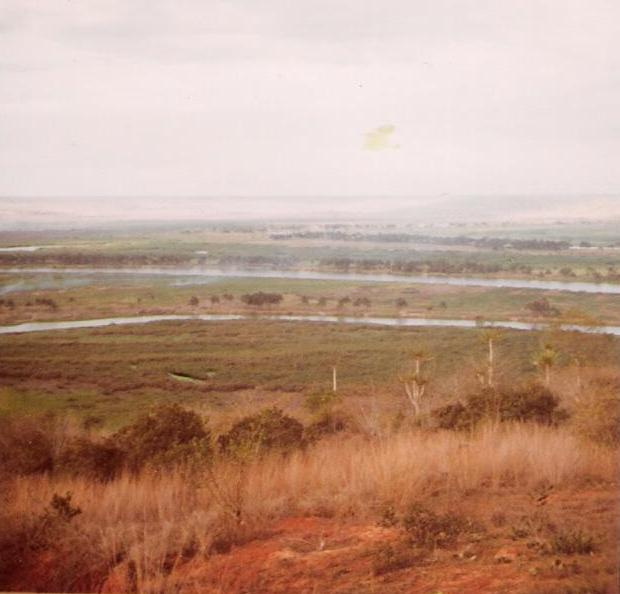
Krajobraz parku narodowego (1972)

Awifauna Parku Narodowego Quiçama pozostaje słabo zbadana. Według stanu z 2001 roku występuje tu co najmniej 186 gatunków ptaków, jednak liczba ta z pewnością jest zaniżona. Na płytkich przybrzeżnych wodach Atlantyku wykazano obecność rybitwy namibijskiej (Sternula balaenarum) i głuptaka przylądkowego (Morus capensis), zalatuje tu także flaming mały (Phoeniconaias minor). Szponiastonóg rudoplamy (Pternistis griseostriatus), krępaczek białoczelny (Platysteira albifrons) i wikłacz ozdobny (Euplectes aureus) to endemity angolskie, które prawdopodobnie na terenie parku odbywają swoje lęgi.
W 1998 roku na terenie parku narodowego zaobserwowano również: dzięciolika brązowouchego (Pardipicus caroli), nikatora żółtogardłego (Nicator vireo), sawankę zieloną (Sylvietta virens), chwastówkę bulgoczącą (Cisticola bulliens), bledę rudosterną (Bleda syndactylus), żółtobrzucha czerwonookiego (Chlorocichla falkensteini), jasnobrzucha bladego (Phyllastrephus fulviventris), drozdówka leśnego (Tychaedon leucosticta), amarantkę zmienną (Lagonosticta rubricata) i nektarnika czekoladowego (Chalcomitra fuliginosa). We wschodniej części parku prawdopodobne jest występowanie dzierzyka złotopierśnego (Laniarius brauni).
Na terenach podmokłych położonych wzdłuż Kuanzy żeruje czajka białolica (Vanellus crassirostris), złotosłonka bengalska (Rostratula benghalensis), kleszczak afrykański (Anastomus lamelligerus), długoszpon afrykański (Actophilornis africanus) oraz przedstawiciele kilku gatunków z rodziny chruścielowatych, zaś na łachach piasku w dolnym biegu tej rzeki występuje rzadki w Angoli pijawnik (Pluvianus aegyptius).
Na skraju jeziora Cacoba gniazduje żabiru afrykański (Ephippiorhynchus senegalensis), z kolei na trawiastych terenach wzdłuż wybrzeża oceanu – bocian białoszyi (Ciconia episcopus). W suchych zaroślach na wschodzie parku notowano kongowczyka czubatego (Bias musicus) i dzierzyka maskowego (Laniarius luehderi), lasy galeriowe wzdłuż rzek zamieszkuje rybiarka duża (Scotopelia peli), a także gackożer (Macheiramphus alcinus) z rzędu ptaków drapieżnych.